# (18647) Václavhübner
(18647) Václavhübner, désignation internationale (18647) Vaclavhubner, est un astéroïde de la ceinture principale.

## Description
(18647) Vaclavhubner est un astéroïde de la ceinture principale. Il fut découvert le 21 mars 1998 à l'observatoire d'Ondřejov par Petr Pravec. Il présente une orbite caractérisée par un demi-grand axe de 2,54 UA, une excentricité de 0,04 et une inclinaison de 3,7° par rapport à l'écliptique.

## Compléments